# Brunettia acutala
Brunettia acutala är en tvåvingeart som beskrevs av Quate 1999. Brunettia acutala ingår i släktet Brunettia och familjen fjärilsmyggor. Inga underarter finns listade i Catalogue of Life.